# زينوتيم
الزينوتيم هو معدن فوسفات الإتريوم YPO4، والذي يشكل محلولاً جامداً مع تشيرنوفيت (Y) Chernovite-(Y)، ولذلك يمكن أن يحوي على شوائب من الزرنيخ بالإضافة إلى ثنائي أكسيد السيليكون والكالسيوم.
أطلق الجيولوجي فرانسوا سولبيس بودان على المعدن بداية اسم كينوتيم من الإغريقية بمعنى قريب من شرف عديم القيمة، وذلك ازدراءً بالعالم يونس ياكوب بيرسيليوس الذي أعلن بشكل متسرع أنه اكتشف فيه عنصراً كيميائياً جديداً (ولكن الإتريوم كان مكتشفاً آنذاك). مع مرور الوقت تحور الاسم من كينوتيم إلى زينوتيم.